# U-21 (1936)
| U-21                       | U-21                                               | U-21                                               |
| -------------------------- | -------------------------------------------------- | -------------------------------------------------- |
|                            |                                                    |                                                    |
|                            |                                                    |                                                    |
|                            |                                                    |                                                    |
| Під прапором               | Третій рейх                                        | Третій рейх                                        |
| Порт приписки              | Кіль Вільгельмсгафен                               | Кіль Вільгельмсгафен                               |
| Спуск на воду              | 31 липня 1936                                      | 31 липня 1936                                      |
| Виведений зі складу флоту  | 5 серпня 1944                                      | 5 серпня 1944                                      |
| Сучасний статус            | розрізаний на метал                                | розрізаний на метал                                |
| Проєкт                     |                                                    |                                                    |
| Тип ПЧ                     | Малий ДПЧ                                          | Малий ДПЧ                                          |
| Основні характеристики     |                                                    |                                                    |
| Швидкість (надводна)       | 13 вузлів                                          | 13 вузлів                                          |
| Швидкість (підводна)       | 7 вузлів                                           | 7 вузлів                                           |
| Гранична глибина занурення | 150 м                                              | 150 м                                              |
| Екіпаж                     | 25 осіб                                            | 25 осіб                                            |
| Розміри                    |                                                    |                                                    |
| Довжина найбільша (по КВЛ) | 42,7 м                                             | 42,7 м                                             |
| Ширина корпусу найб.       | 4,08 м                                             | 4,08 м                                             |
| Висота                     | 8,6 м                                              | 8,6 м                                              |
| Середня осадка (по КВЛ)    | 3,90 м                                             | 3,90 м                                             |
| Водотоннажність надводна   | 279 т                                              | 279 т                                              |
| Озброєння                  |                                                    |                                                    |
| Артилерія                  | 1 × 2 cm/65 C/30 (1000 снарядів)                   | 1 × 2 cm/65 C/30 (1000 снарядів)                   |
| Торпедно- мінне озброєння  | 3 TA 5 торпед або 18 мін (за іншими даними ТМА 12) | 3 TA 5 торпед або 18 мін (за іншими даними ТМА 12) |

U-21 — малий німецький підводний човен типу II-B для прибережних вод, часів Другої світової війни. Заводський номер 551.
Введений в стрій 3 серпня 1936 року. З 1 серпня 1936 року приписаний до 1-ї флотилії. Зробив 7 бойових походів, потопив 5 суден (10706 брт) та одне допоміжне військове судно (605 т), пошкодив крейсер (11685 брт). З 1 липня 1940 року був приписаний до 21-ї флотилії, де використовувався в навчальних цілях. 27 березня 1940 року сів на мілину в Крістіансанн-Сюд поблизу Норвегії через навігаційну помилку. 9 квітня повернувся до Німеччини. 5 серпня 1944 року прийшов у непридатність в Піллау, розрізаний на метал у лютому 1945 року.

## Атаки на човен
9 вересня 1939 року з британського підводного човна «Урсула» (командир — капітан-лейтенант Г. С. Філліпс) був даний торпедний залп по німецьких субмаринах U-21 і U-35 біля голландського острова Schiermonnikoog, приблизно в районі з координатами NL-FR 53°31′45.76″ пн. ш. 6°14′49.56″ сх. д. / 53.5293778° пн. ш. 6.2471000° сх. д.. Всього було витрачено 5 торпед, але всі вони пройшли повз.
6 листопада 1939 року з британської субмарини «Сілайон» (командир — капітан-лейтенант Б. Брайан) дали залп з 6 торпед по U-21, але невдало.

## Командири
- Капітан-лейтенант Курт Фрайвальд (18 липня 1935 — 3 жовтня 1937)
- Капітан-лейтенант Вернер Лотт (вересень 1936 — 31 березня 1937)
- Капітан-лейтенант Вільгельм Амброзіус (1937)
- Капітан-лейтенант Ервін Закс (1937)
- Капітан-лейтенант Фріц Фрауенгайм (1 жовтня 1937 — 6 січня 1940)
- Капітан-лейтенант Вольф-Гарро Штіблер (6 січня — 28 липня 1940)
- Оберлейтенант-цур-зее Ганс Гайдтманн (1 серпня — 20 грудня 1940)
- Капітан-лейтенант Ернст-Бернвард Лозе (21 грудня 1940 — 18 травня 1941)
- Оберлейтенант-цур-зее Карл-Гайнц Гербшлеб (19 травня 1941 — 3 січня 1942)
- Оберлейтенант-цур-зее Ганс-Генріх Делер (4 січня — 24 вересня 1942)
- Оберлейтенант-цур-зее Ганс-Фердинанд Гайслер (25 вересня 1942 — 28 січня 1943)
- Оберлейтенант-цур-зее резерву Рудольф Кугельберг (29 січня 1943 — 11 травня 1944)
- Оберлейтенант-цур-зее Вольфганг Шварцкопф (12 травня — 5 серпня 1944)

## Потоплені та пошкоджені судна
| Дата              | Тип судна                  | Назва судна        | Тоннаж | Статус              | Належність      | Примітка           | Вантаж | Координати                                                |
| ----------------- | -------------------------- | ------------------ | ------ | ------------------- | --------------- | ------------------ | --- | --------------------------------------------------------- |
| 21 листопада 1939 | легкий крейсер             | HMS «Белфаст»      | 11 500 | пошкоджений         | Велика Британія | підірвався на міні | | 56°06′ пн. ш. 2°55′ сх. д. / 56.100° пн. ш. 2.917° сх. д. |
| 1 грудня 1939     | вантажне судно             | Mercator           | 4 260  | помилково потоплено | Фінляндія       |                    | генеральний вантаж, який включав 1270 тонн кави, кукурудзи, пшениці, лляного насіння, казеїну, арахісового масла | 57°25′ пн. ш. 1°35′ сх. д. / 57.417° пн. ш. 1.583° сх. д. |
| 21 грудня 1939    | вантажне судно             | Carl Henckel       | 1 352  | помилково потоплено | Швеція          |                    | вугілля | 57°00′ пн. ш. 0°17′ сх. д. / 57.000° пн. ш. 0.283° сх. д. |
| 21 грудня 1939    | боно-сітьовий загороджувач | HMS Bayonet (Z 05) | 605    | потоплено           | Велика Британія | підірвався на міні | | 56°05′ пн. ш. 2°32′ зх. д. / 56.083° пн. ш. 2.533° зх. д. |
| 21 грудня 1939    | вантажне судно             | Mars               | 1 475  | потоплено           | Швеція          |                    | вугілля | 57°00′ пн. ш. 0°20′ сх. д. / 57.000° пн. ш. 0.333° сх. д. |
| 31 січня 1940     | вантажне судно             | Vidar              | 1 353  | потоплено           | Данія           |                    | сталеві заготовки                                                                                                | 58°39′ пн. ш. 2°00′ сх. д. / 58.650° пн. ш. 2.000° сх. д. |
| 24 лютого 1940    | вантажне судно             | Royal Archer       | 2 266  | потоплено           | Велика Британія |                    | 630 т генерального ватажу                                                                                        | 56°06′ пн. ш. 2°55′ зх. д. / 56.100° пн. ш. 2.917° зх. д. |